# Paris Canaille (film)
Pour les articles homonymes, voir Paris Canaille.
Pour plus de détails, voir Fiche technique et Distribution.
Paris Canaille est un film français réalisé par Pierre Gaspard-Huit, sorti en 1956. Son titre est repris de la chanson homonyme de Léo Ferré, parue trois ans plus tôt.

## Synopsis
Penny est une charmante jeune fille romanesque mais ayant du caractère, que sa mère a mise en pension. Lors d'un voyage à Paris, elle s'échappe et rencontre Antoine qu'elle voit comme un jeune gangster, ce qu'il n'est pas. Ce quiproquo leur vaudra des aventures qui heureusement finiront bien… 

## Fiche technique
- Tire : Paris Canaille
- Autre tire : Paris coquin
- Réalisation : Pierre Gaspard-Huit
- Scénario : Cécil Saint-Laurent
- Adaptation : Jean Aurel et Annette Wademant
- Dialogues : Annette Wademant
- Photo : Jacques Lemare
- Musique : Georges Van Parys
- Décorateur : Robert Hubert assisté par Olivier Girard
- Son : René Sarazin
- Montage : Louisette Hautecoeur et Denise Natot
- Assistant réalisateur : Pierre Lary
- Production : René Bianco
- Société de production : Boréal Films
- Pays de production :  France
- Format : Noir et blanc - 35 mm - 1,37:1 - Mono
- Genre : Comédie
- Durée : 100 min
- Date de sortie : 
  - France : 28 mars 1956

## Distribution
- Dany Robin (Pénélope Benson dite Penny)
- Daniel Gélin (Antoine du Merlet)
- Marie Daëms (Claude)
- Roger Pierre (Gérard)
- Darry Cowl (Daniel)
- Tilda Thamar (Gloria Benson)
- Mary Marquet (la directrice)
- François Guérin (Jean-Pierre)
- et aussi Sophie Daumier, Yoko Tani, Georgette Anys, Renée Passeur, Danik Patisson, Roger Dumas, Michel Etcheverry, Albert Michel, etc.